# Bocula
Bocula é um gênero de traça pertencente à família Arctiidae.